# با هم خوشبخت (فیلم ۱۹۸۹)
با هم خوشبخت (به انگلیسی: Happy Together) فیلمی است محصول سال ۱۹۸۹ و به کارگردانی مل دمسکی است. در این فیلم بازیگرانی همچون پاتریک دمپسی، هلن اسلیتر، دن اشنایدر، باربارا بابکوک، برد پیت، ماریوس ویرز ایفای نقش کرده‌اند.